# Episodi di The Others
La prima ed unica stagione della serie televisiva The Others è andata in onda negli Stati Uniti d'America dal 5 febbraio al 10 giugno 2000 sul canale NBC.
In Italia è stata trasmessa nel 2002 su Italia 1.
| nº | Titolo originale          | Titolo italiano         | Prima TV USA     | Prima TV Italia |
| -- | ------------------------- | ----------------------- | ---------------- | --------------- |
| 1  | Pilot                     | Incubi                  | 5 febbraio 2000  |                 |
| 2  | Unnamed                   | Segnali                 | 15 febbraio 2000 |                 |
| 3  | Eyes                      | Visioni                 | 19 febbraio 2000 |                 |
| 4  | Souls on board            | Anime a bordo           | 26 febbraio 2000 |                 |
| 5  | 1112                      | L'addio non esiste      | 4 marzo 2000     |                 |
| 6  | Luciferous                | Lucifero                | 11 marzo 2000    |                 |
| 7  | Theta                     | Theta                   | 18 marzo 2000    |                 |
| 8  | Don't dream it's over     | Il fantasma del passato | 25 marzo 2000    |                 |
| 9  | The ones that lie in wait | La notte dei demoni     | 22 aprile 2000   |                 |
| 10 | Till then                 | Till then               | 29 aprile 2000   |                 |
| 11 | $4.95 a minute            | Poteri senza controllo  | 6 maggio 2000    |                 |
| 12 | Life is for the living    | Antiche credenze        | 13 maggio 2000   |                 |
| 13 | Mora                      | La vita è per i vivi    | 10 giugno 2000   |                 |